# Muang Sing
Muang Sing är ett distrikt i Laos.   Det ligger i provinsen Luang Namtha, i den nordvästra delen av landet, 400 km norr om huvudstaden Vientiane.

## Bildgalleri

Muang Sing
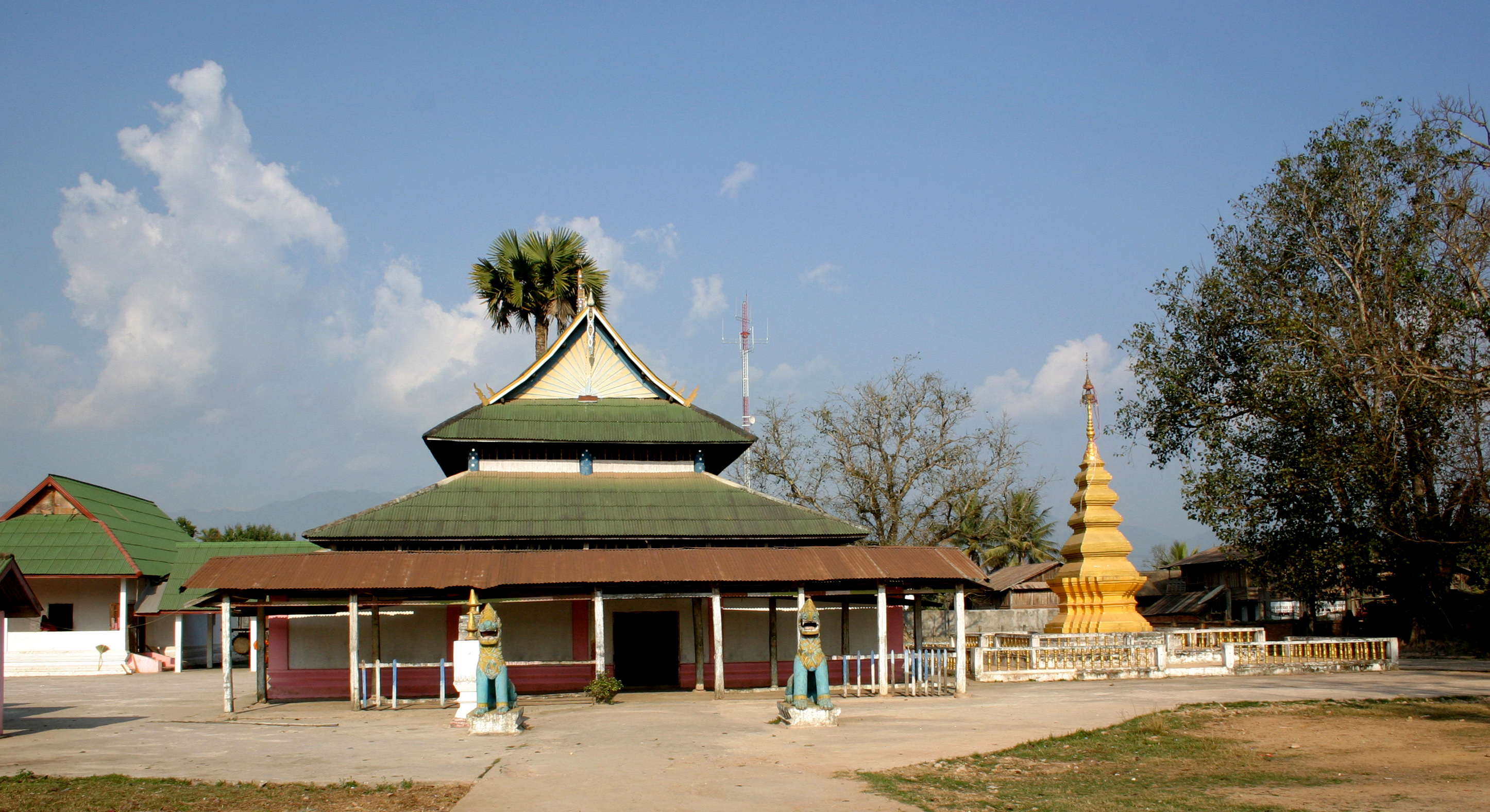
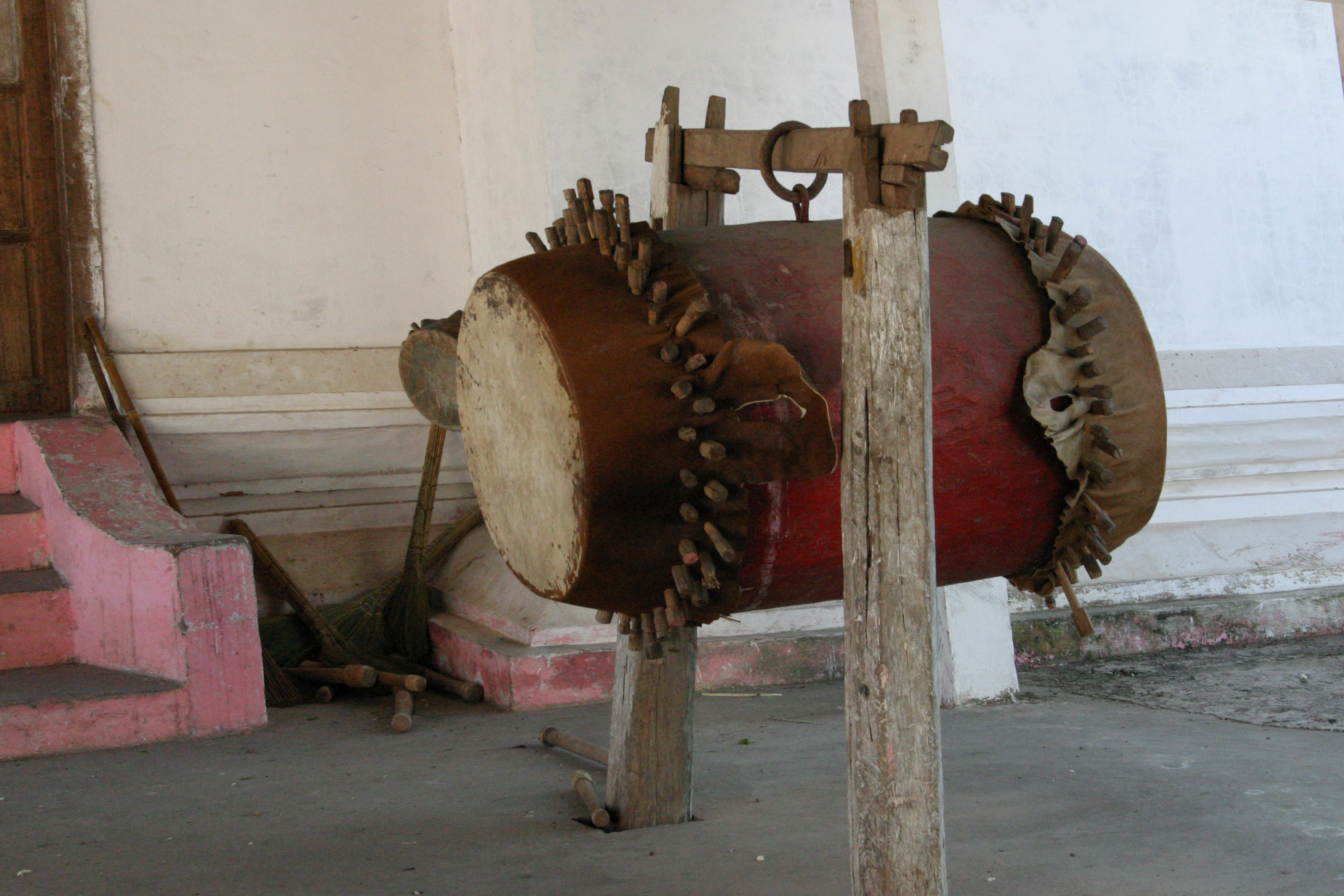
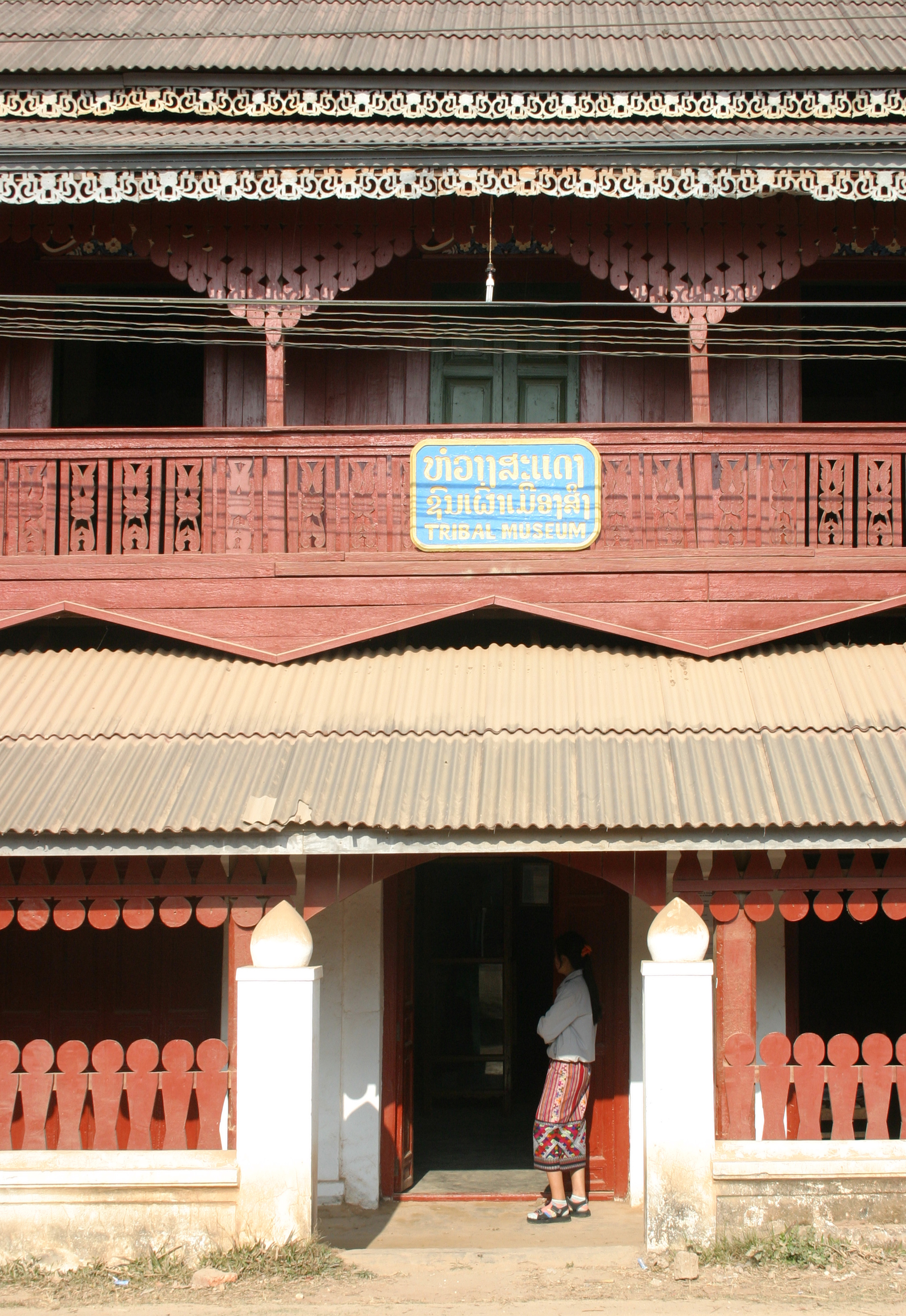
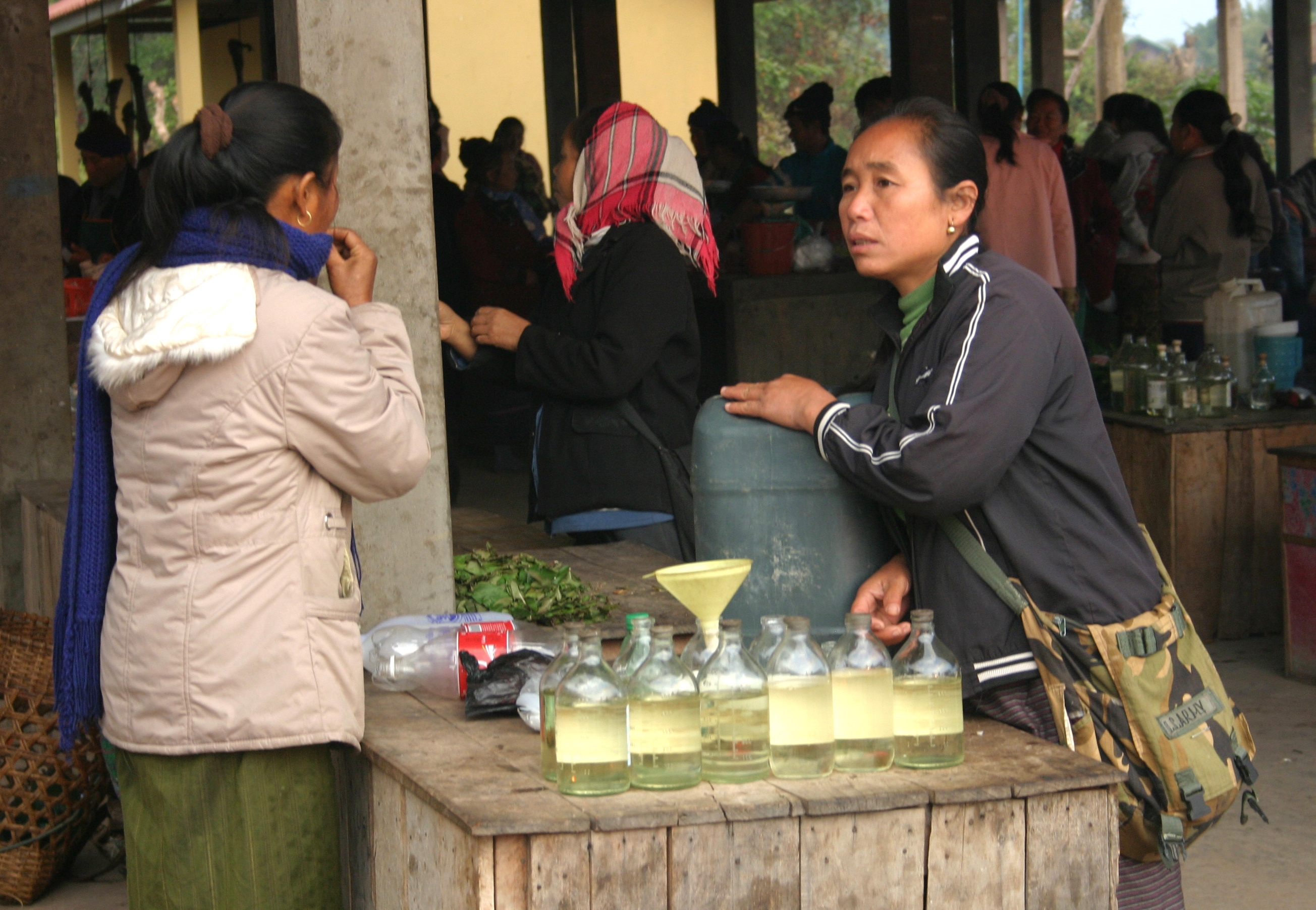
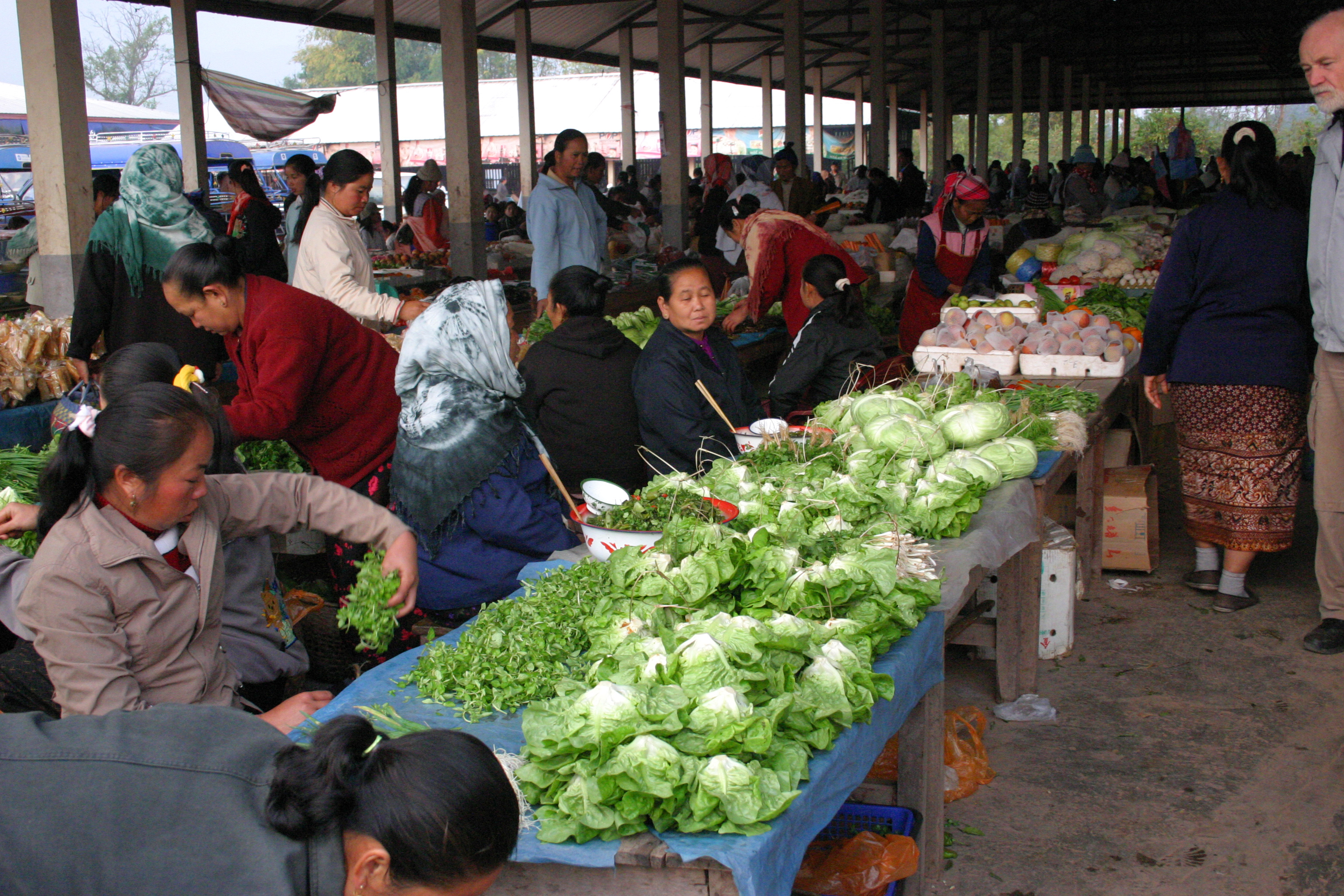
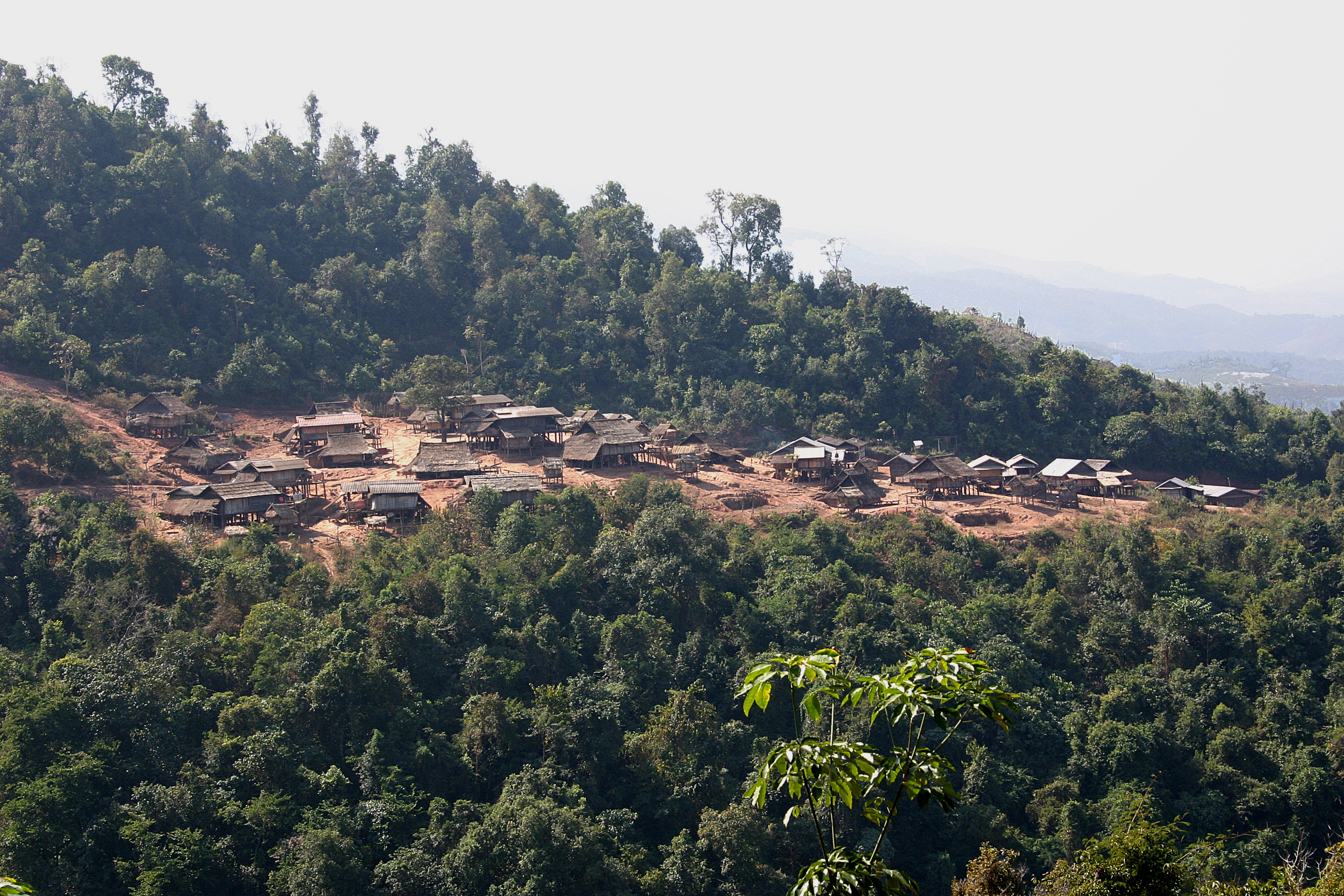
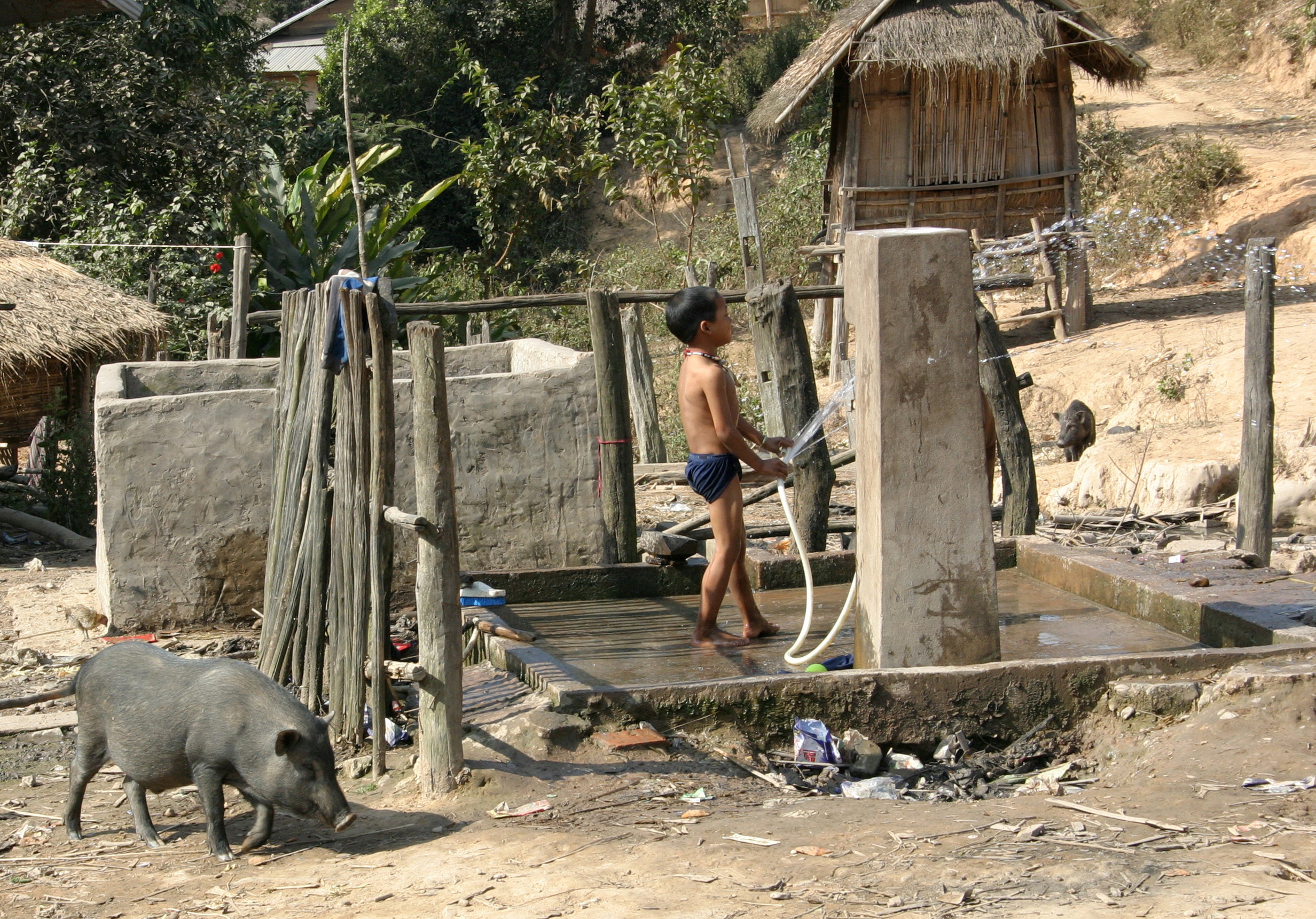
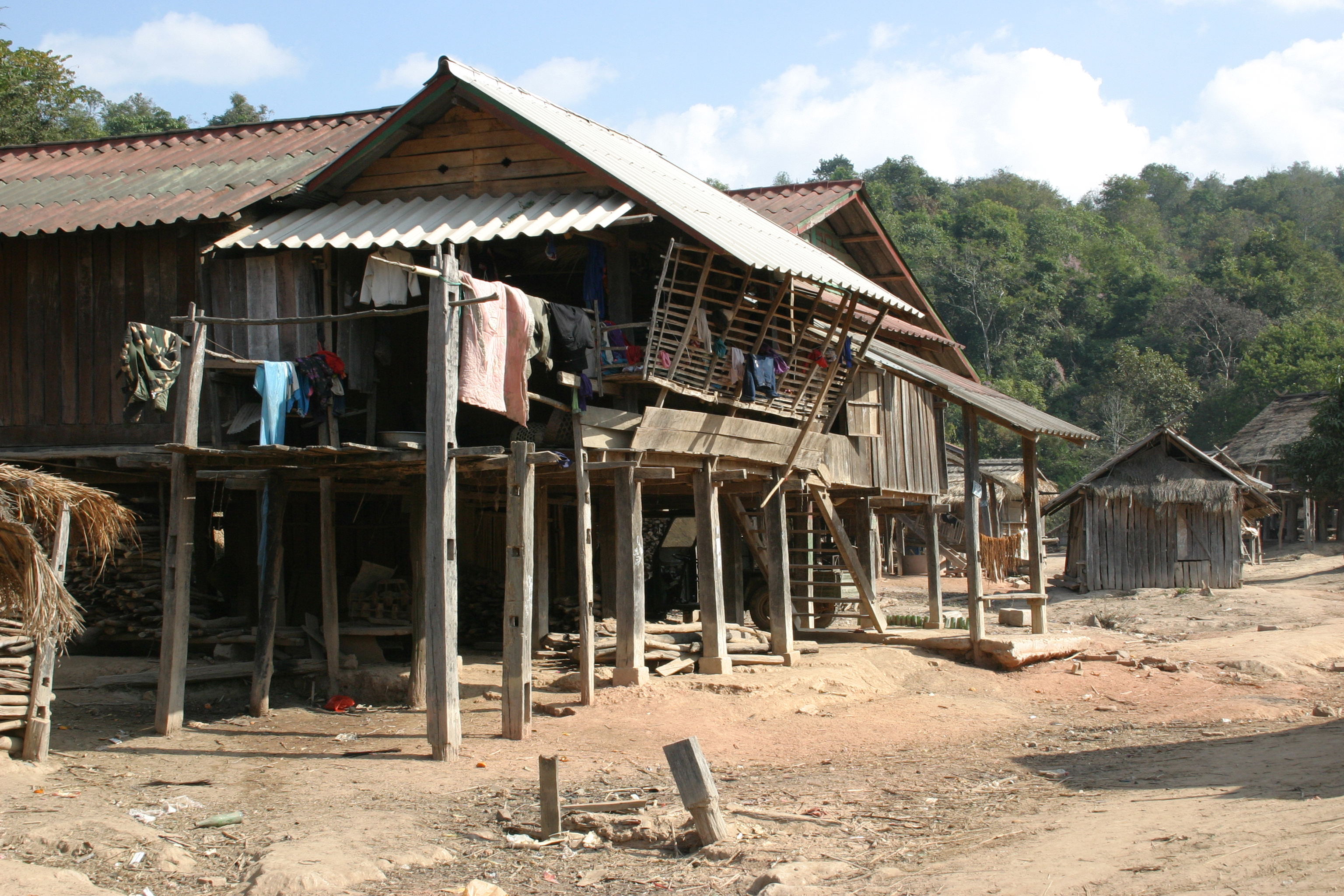
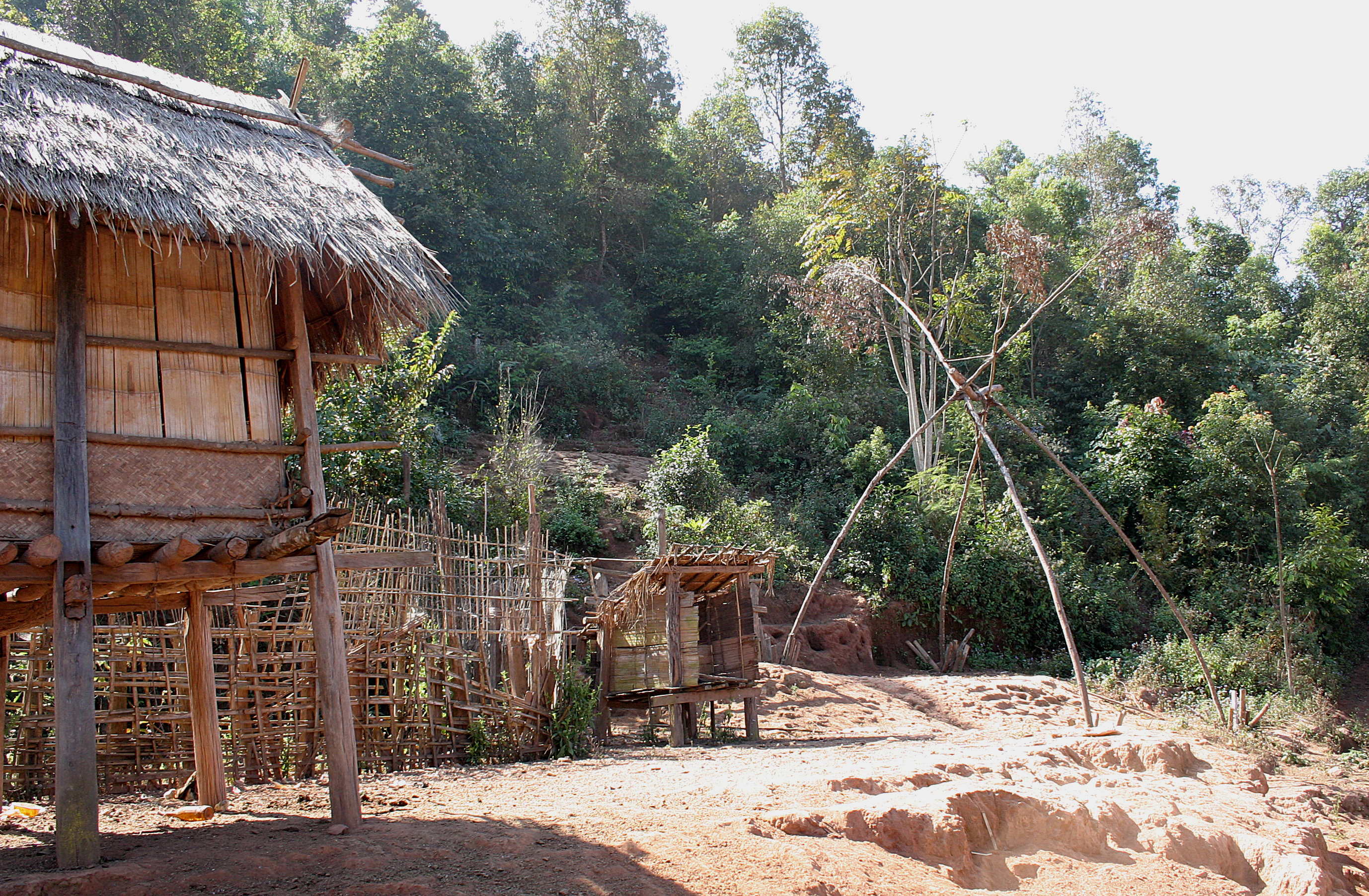
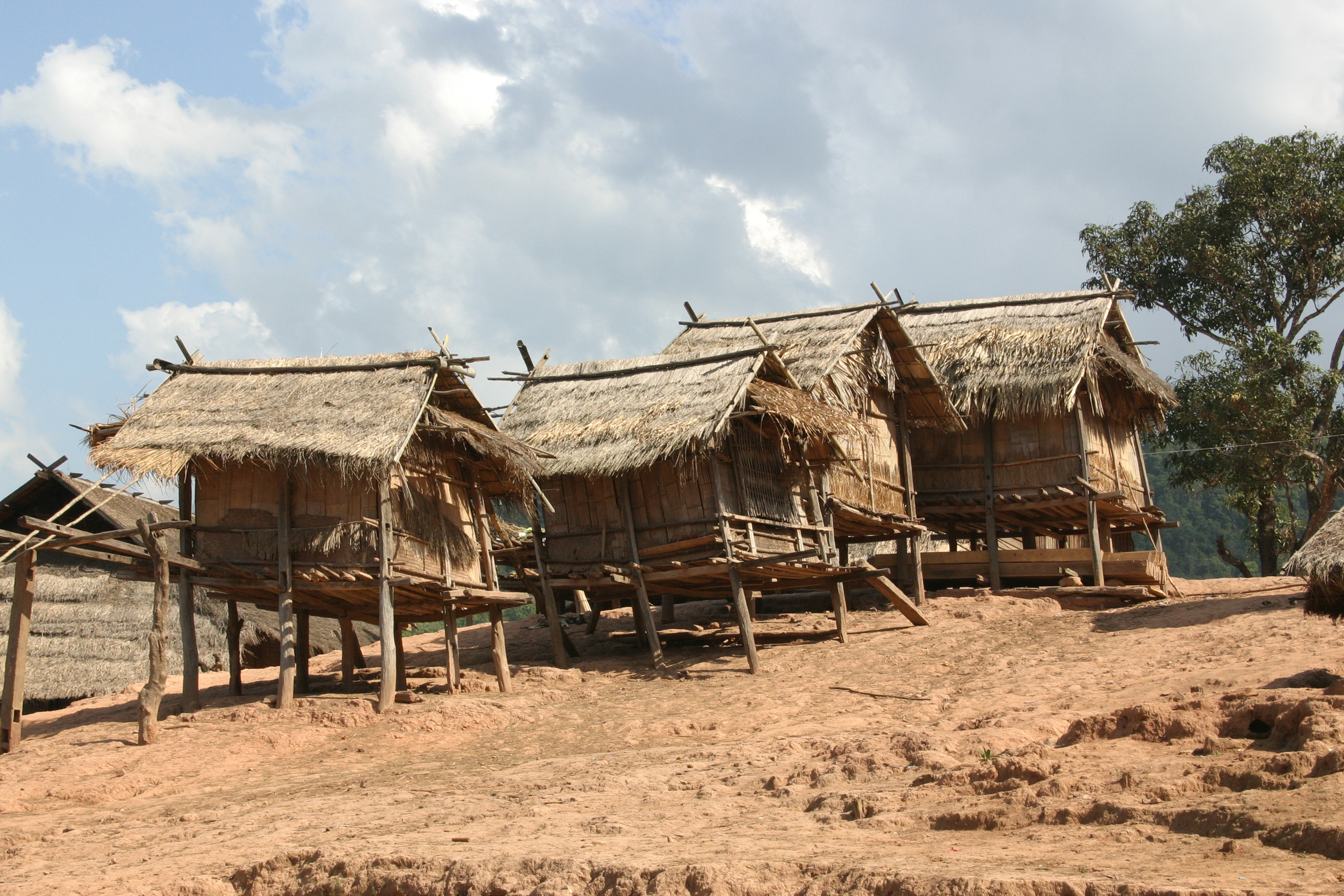